# Auguste van Reuß-Schleitz-Köstritz

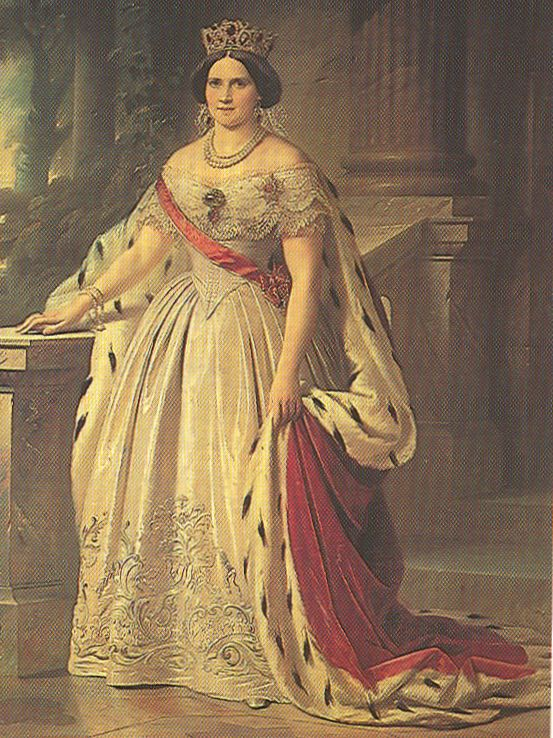
Augusta in 1856 door Friedrich Kaulbach

Auguste van Reuß-Schleitz-Köstritz (Klipphausen, 26 mei 1822 — Schwerin, 3 maart 1862) was een Duitse prinses. Zij was de dochter van Hendrik LXIII van Reuss-Köstritz (1786-1841) en gravin Eleonore zu Stolberg-Wernigerode (1801-1827), Auguste huwde op 3 november 1849 groothertog Frederik Frans II van Mecklenburg-Schwerin. Zij kregen zes kinderen:
- Frederik Frans III (1851-1897), groothertog van Mecklenburg-Schwerin
- Paul Frederik Willem Hendrik (1852-1923), gehuwd met Marie zu Windisch-Graetz. Wegens zijn huwelijk met een katholieke prinses verloor hertog Paul voor zichzelf en zijn nakomelingen het recht op de troon van Mecklenburg-Schwerin.
- Marie Alexandrine Elisabeth Eleonore (1854-1920), gehuwd met Vladimir Aleksandrovitsj, zoon van Alexander II van Rusland
- Nicolaas Alexander Frederik Hendrik (1855-1856)
- Johan Albrecht Ernst Constantijn Frederik Hendrik (1857-1920), regent van Brunswijk
- Alexander Theodoor George Frederik (1859 overleden )

Het vroege overlijden van Auguste riep vragen op, het hof sprak van "een hartklepontsteking"(Duits: "eine mit einem Bronchialleiden verbundene Herzkrankheit"). Een biograaf sprak terughoudend van een "katharralischer Fieber" en een derde ontkende pertinent dat de in die tijd wijdverbreide tuberculose de groothertogin te grave had gedragen.Tuberculose was indertijd een taboe in vorstelijke kringen en zou de huwelijkskansen van haar kinderen hebben verminderd. Ook de oudste zoon van Auguste, de latere groothertog Frederik Frans III van Mecklenburg-Schwerin had zeer zwakke longen.